# Rundradio
Rundradio (även kallat etermedia) är distribution av signaler för ljudradio (radio) och bilder (television) för mottagning av envar.
Termen rundradio är liksom norskans kringkasting, finskans yleisradio, estniskans ringhääling och tyskans Rundfunk en motsvarighet till engelskans broadcasting. Med radio avses numera ljudradio, medan bildradio (en numera föråldrad term) helt enkelt benämns TV (akronym av television). I Finland är fortfarande ordet rundradio vanligt, medan termen i Sverige förknippas med ljudradio och inte längre används i dagligt tal.
Regelbundna utsändningar av program anses för Europas del ha börjat i Nederländerna år 1919.

## Sverige
Den 12 juli 1921 sändes rundradio för första gången i Sverige. Nu kunde man sända tal och musik från Radiobunkern i Boden.
Rundradioprovsändningar i Sverige började under år 1922. Efter ett riksdagsbeslut 1924 skulle Telegrafverket ta hand om det tekniska och det nybildade AB Radiotjänst sköta programinnehållet för en radioverksamhet avsedd för allmänheten. Detta skulle finansieras genom radiolicenser. Den 1 januari 1925 började den första rundadiosändningen från sändare i Stockholm, Göteborg och Malmö. Dessutom fanns ett antal mindre sändare med liten räckvidd, anordnade av lokala radioklubbar på olika platser i landet. 
Fler sändare tillkom, Östersund 0,5 kW år 1926, Motala 30 kW år 1927, Hörby 10 kW år 1928, Göteborg 10 kW år 1928, Sundsvall 10 kW år 1929. Dessa sändare var Heising-modulerade. Järvasändaren på 60 kW startade år 1930.
Ordet rundradio finns belagt från 1922. Under 1922 hade radiofrågan blivit alltmer aktuell och tidningarnas "lättare sidor" som Dagens Nyheters "Namn och nytt" och Svenska Dagbladets "I marginalen" menade att svenskan behövde ett begrepp för att ersätta engelskans "broadcasting". Signaturen Radio XYZ föreslog bland annat rundradio för Marginalen den 11 december och den 15 december meddelade tidningen att de tänkte använda sig av rundradio som begrepp. Svenska elektrotekniska kommittén föreslog i Teknisk Tidskrift att man skulle använda radiospridning som generellt begrepp och ordet radioklam specifikt för överförande av programinnehåll. Under 1923 var även ordet rundgnist någorlunda vanligt.
Licens behövdes för innehav av radio. Denna avgift var 12 kronor/år 1925 och 10 kronor/år 1939. Program 2 startade den 26 november 1955. FM-sändningar startade den 22 december 1955.
Rundradio har betecknats med allmannalur i Gunnar Ericssons satiriska årsböcker från gamla Svitjod. (Illustrationer av Ewert Karlsson, EWK.)